# Cella Monte
Cella Monte és un municipi situat al territori de la província d'Alessandria, a la regió del Piemont, (Itàlia).
Limita amb els municipis de Frassinello Monferrato, Ottiglio, Ozzano Monferrato, Rosignano Monferrato i Sala Monferrato.

## Galeria fotogràfica

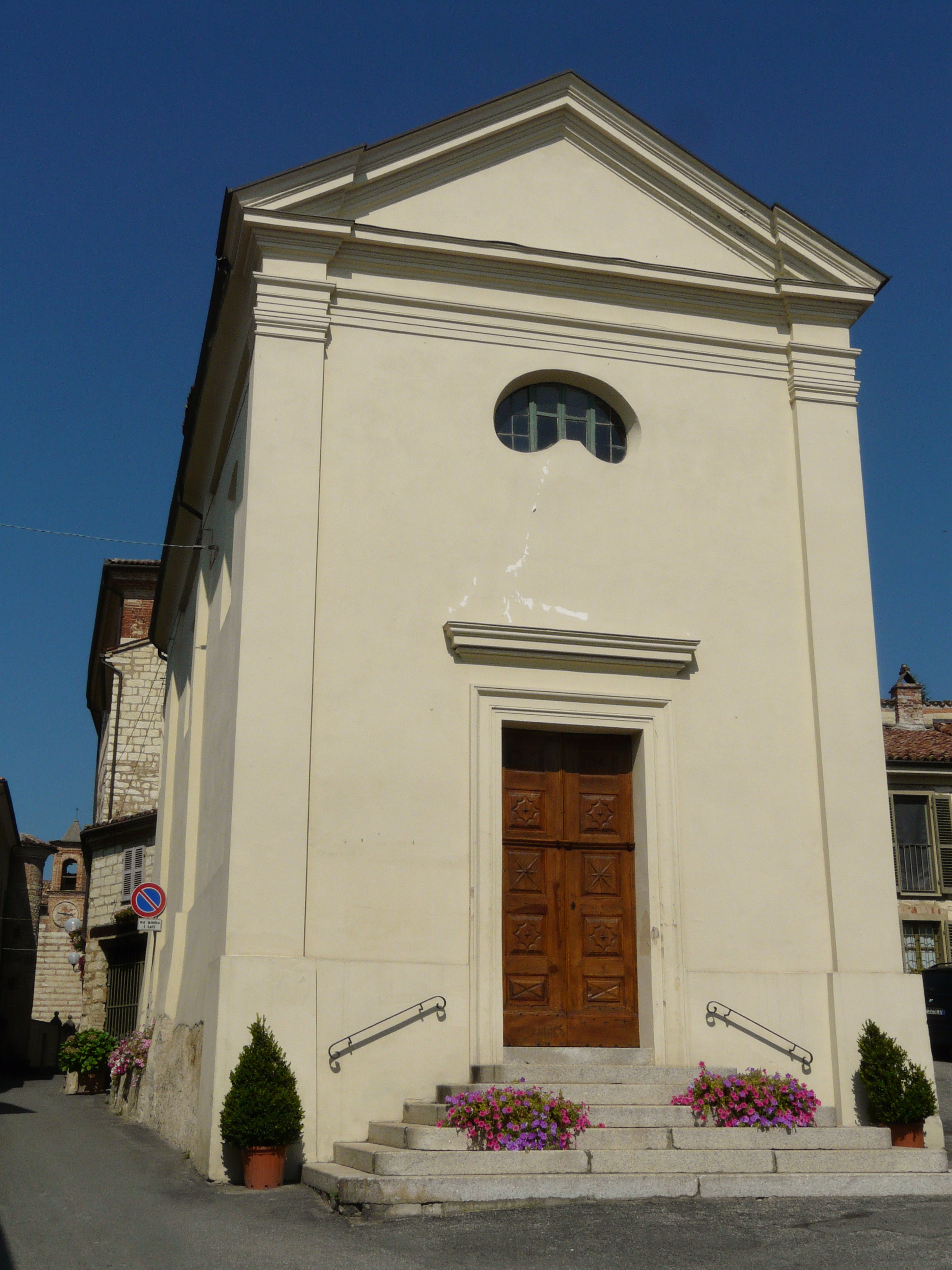
Oratori de S. Antoni
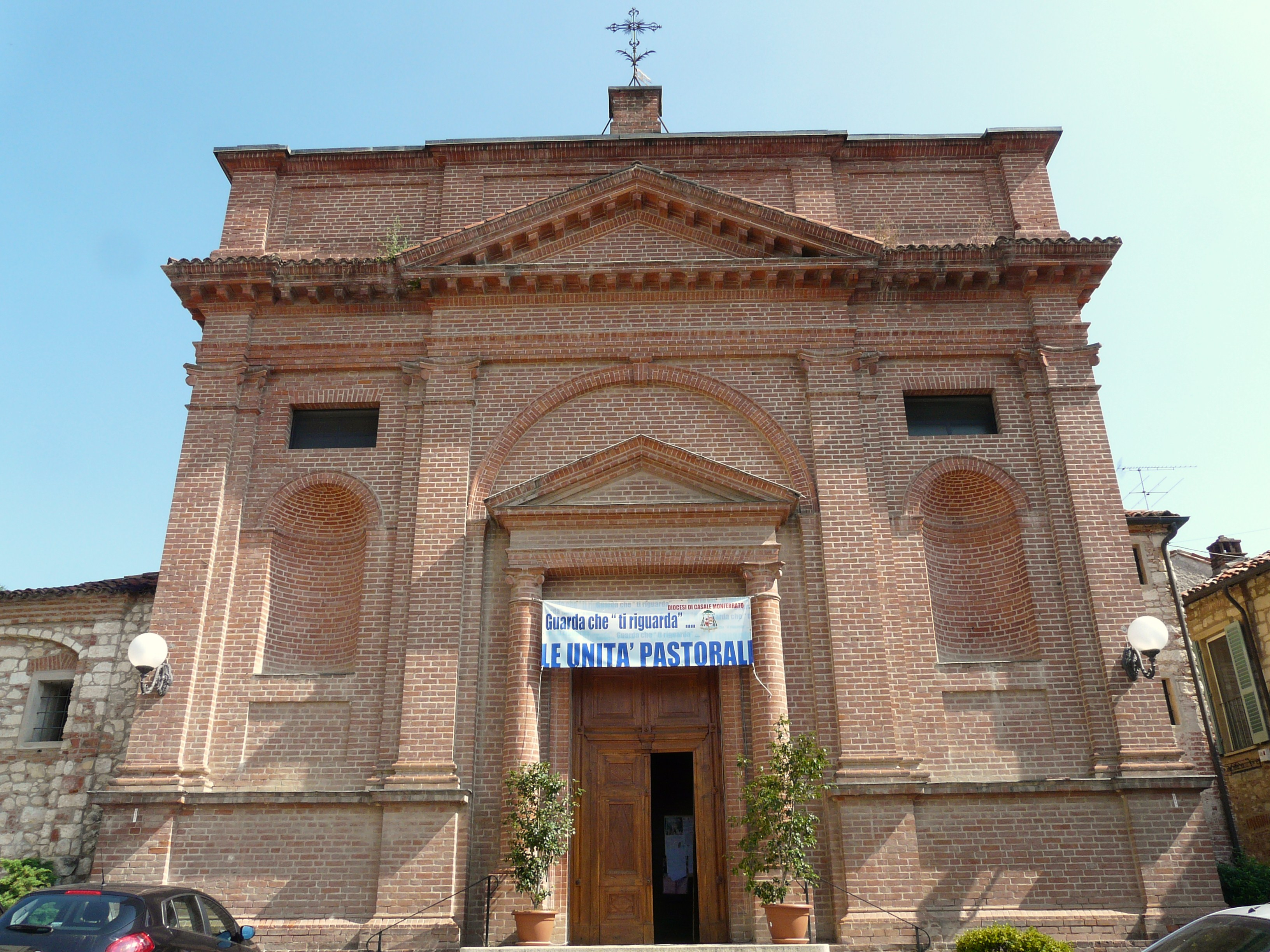
Església de S. Quirze
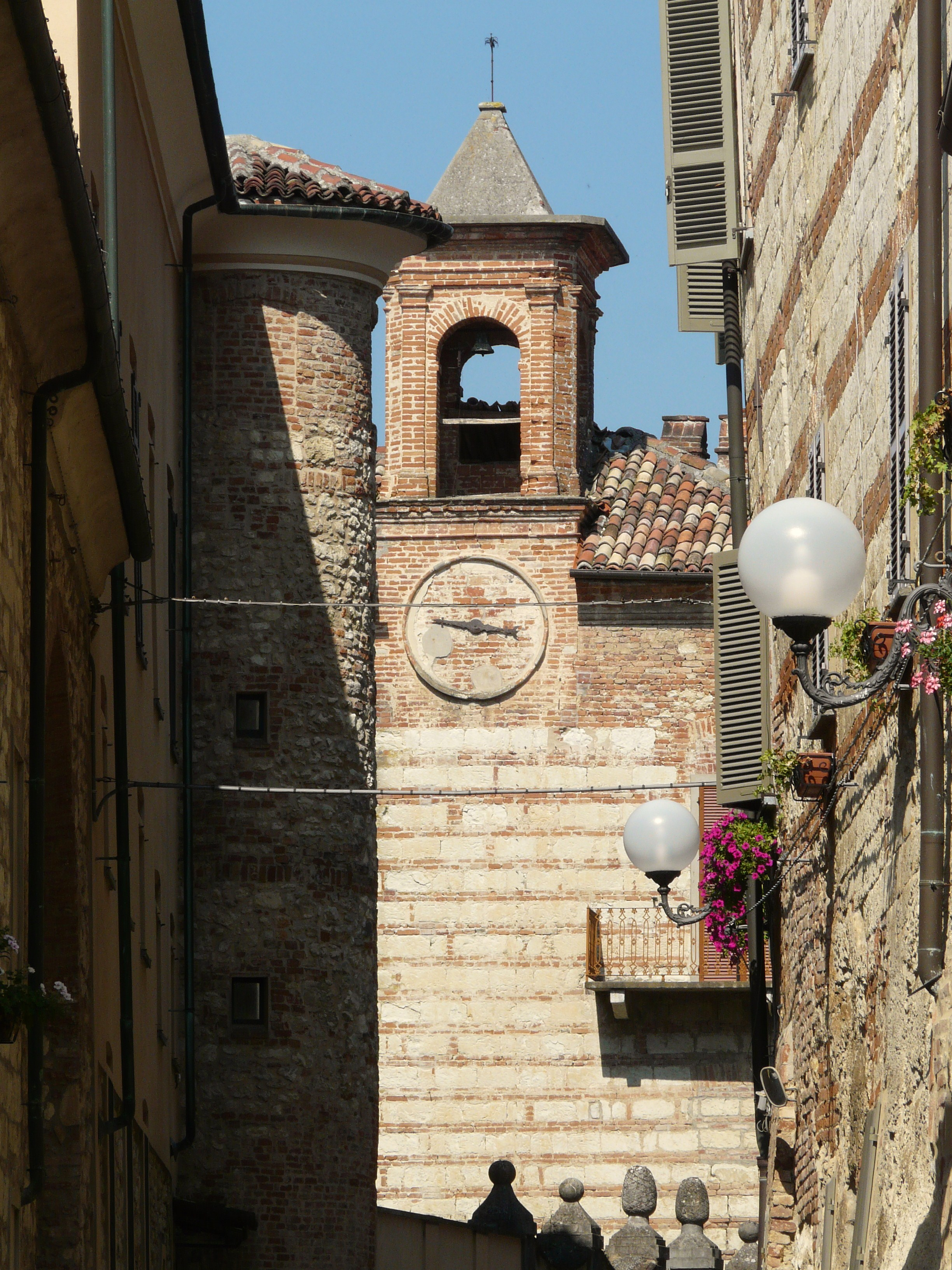
Centre històric
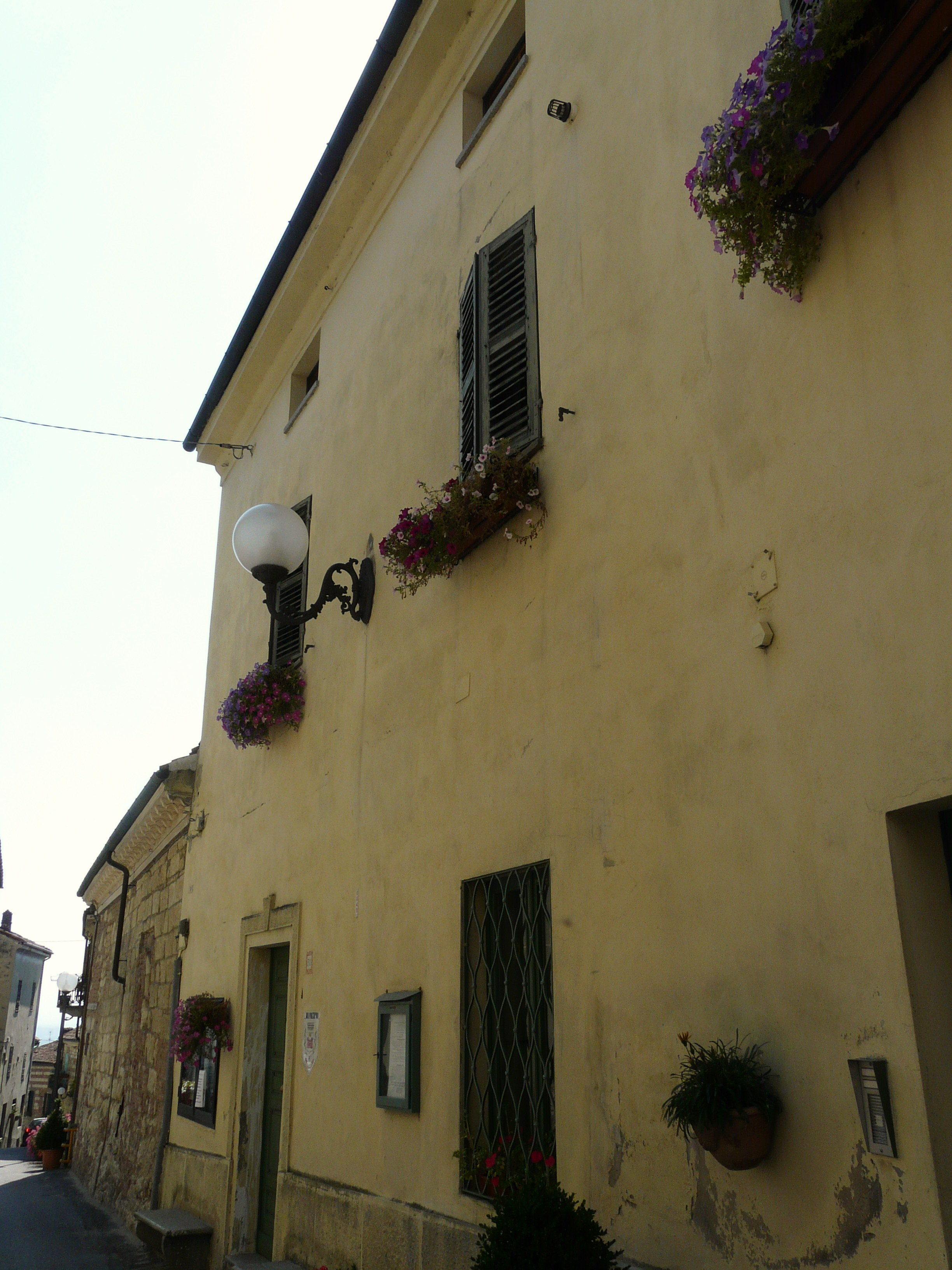
Ajuntament